# ابن سلمة البغدادي
أبو الطيب محمد بن المفضل بن سلمة بن عاصم البغدادي (ت 308هـ) من أئمة الشافعية ومتقدميهم، وهو من أصحاب الوجوه المجتهدين. اشتهر بـ«أبي الطيب بن سلمة» نسبةً إلى جده.
تفقه على أبي العباس بن سريج. وله مصنفات عديدة، إلا أن المؤرخين لم يذكروا منها شيئاً.
تكرر ذكره في كتب المذهب، كالمهذب، والروضة، والوسيط، وغيرها.

## وفاته
توفي ابن سلمة في المحرم سنة ثمان وثلاثمائة (308هـ).